# Kostas Vàrnalis

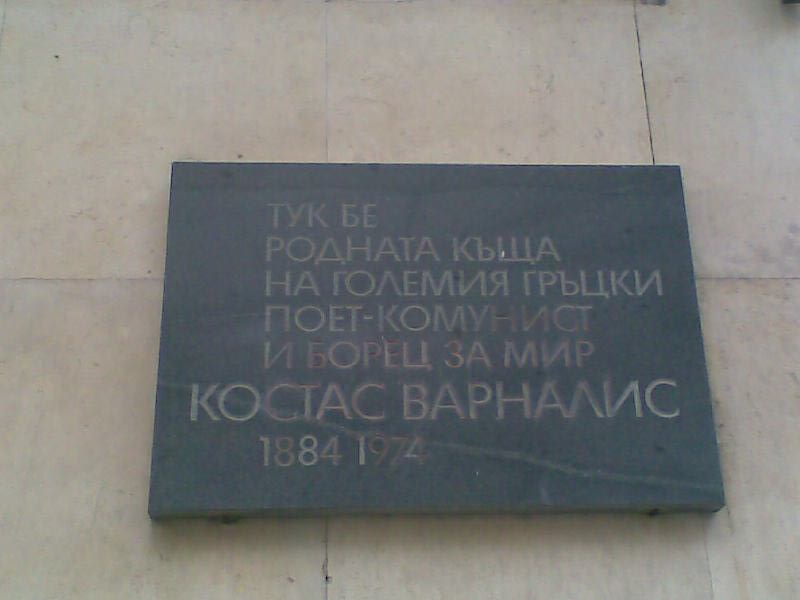
Placa commemorativa a Kostas Vàrnalis a la seva ciutat natal (Burgàs, Bulgària).

Kostas Vàrnalis (en grec: Κώστας Βάρναλης) (Burgàs, 14 de febrer de 1884 – Atenes, 16 de desembre de 1974) fou un poeta, assagista i dramaturg grec.

## Biografia
Vàrnalis va néixer a Burgàs, Rumèlia Oriental (actual Bulgària), el 14 de febrer de 1884. Com el seu nom indica, la seva família era originària de la ciutat de Varna. Va realitzar els seus estudis primaris a l'Escola Zariphios, a Plòvdiv, i després es va traslladar a Atenes per estudiar literatura a la Universitat Nacional i Kapodistríaca d'Atenes. Un cop allà, es va involucrar en debats lingüístics, prenent part dels demòtics sobre els partidaris de la katharévussa. Després de la seva graduació el 1908, va treballar durant algun temps com a professor a Burgàs, abans de tornar a Grècia i ensenyar a Amaliada i Atenes. Durant els següents anys, va treballar com a professor i periodista a temps parcial, també participant en treballs de traducció. L'any 1913, va participar en la Segona Guerra Balcànica.
L'any 1919 va guanyar una beca i va viatjar a París, on va estudiar filosofia, literatura i sociologia. Va ser durant els seus estudis de París que es va convertir en marxista tot reflectint en la seva poesia les seves idees teòriques i pràctiques. Fruit del seu alineament polític, l'any 1926 se l'acomiadà del seu lloc de treball de professor a la Paedagocical Academny i se li prohibí exercir qualsevol ocupació estatal. Així doncs, va tornar a treballar com a periodista, professió que va practicar fins al final de la seva vida. L'any 1929, es va casar amb la poetessa Dora Moatsou. L'any 1935, va participar en la Conferència d'Escriptors Soviètics a Moscou com a representant grec. Sota el Règim del 4 d'agost va ser enviat a l'exili a Mitilene i Agios Efstratios. Durant l'ocupació alemanya de Grècia, va prendre part en el moviment de resistència com un membre del Front d'Alliberament Nacional (EAM). L'any 1959, va ser guardonat amb el premi Lenin de la Pau entre els pobles. Vàrnalis va morir a Atenes el 16 de desembre de 1974, i està enterrat al Primer cementiri d'Atenes.

## Obres
Vàrnalis publicà la seva primera obra poètica en llengua grega al periòdic de Plòvdiv News of Aimos, sota el nom de ploma de Figeus (en grec: Φηγεύς). La seva primera aparició a Grècia fou a la revista Numàs (en grec: Νουμάς) amb el seu nom autèntic.

### Poesia
- Kirithres (Κηρήθρες) ("Bresques de mel"), primera col·lecció de Vàrnalis, Atenes 1905.
- O Proskynitis (Ο Προσκυνητής) ("El pelegrí"), 1919.
- To fos pou kaiei (Το φως που καίει) ("La llum ardent"), Alexandria 1922, sota el nom de ploma de «Dimos Tanalias».
- Sklavoi poliorkimenoi (Σκλάβοι πολιορκημένοι) ("Esclaus assetjats"), 1927.
- Poiitika (Ποιητικά) ("Obres poètiques"), col·lecció, 1956.
- Eleftheros Kosmos (Ελεύθερος Κόσμος) ("Món lliure"), col·lecció, 1965.
- Orgi laou (Οργή λαού) ("Ira del poble"), col·lecció, publicat pòstumament l'any 1975.

### Prosa i literatura crítica
- O laos ton mounouchon (Ο λαός των μουνούχων) ("Els eunucs"), 1923, sota el nom de ploma de «Dimos Tanalias».
- O Solomos horis metafysiki (Ο Σολωμός χωρίς μεταφυσική) ("Solomós sense metafísica"), 1925.
- H alithini apologia tou Sokrati (Η αληθινή απολογία του Σωκράτη) ("L'autèntica Apologia de Sòcrates"), 1931.
- Alithinoi anthropoi (Αληθινοί άνθρωποι) ("Persones reals"), 1938.
- To imerologio tis Pinelopis (Το ημερολόγιο της Πηνελόπης) ("El diari de Penèlope"), 1947.
- Pezos logos (Πεζός λόγος) ("Prosa"), 1957.
- Solomika (Σολωμικά) ("A Solomos"), 1957.
- Aisthitika Kritika A kai B (Αισθητικά Κριτικά Α και Β) ("Obres crítiques estètiques A i B"), 1958.
- Anthropoi. Zontanoi - Alithinoi (Άνθρωποι. Ζωντανοί - Αληθινοί) ("Humans. Vius - Reals"), 1958.
- Oi diktatores (Οι δικτάτορες) ("Els dictadors"), 1965.
- Filologika Apomnimonevmata (Φιλολογικά Απομνημονεύματα) ("Memòries filològiques"), 1980.

### Teatre
- Attalos o Tritos (Άτταλος ο Τρίτος) ("Àtal el Tercer"), 1972.